# Station de sports d'hiver
Ne doit pas être confondu avec Stade de neige ou Domaine nordique.
 (mai 2016).

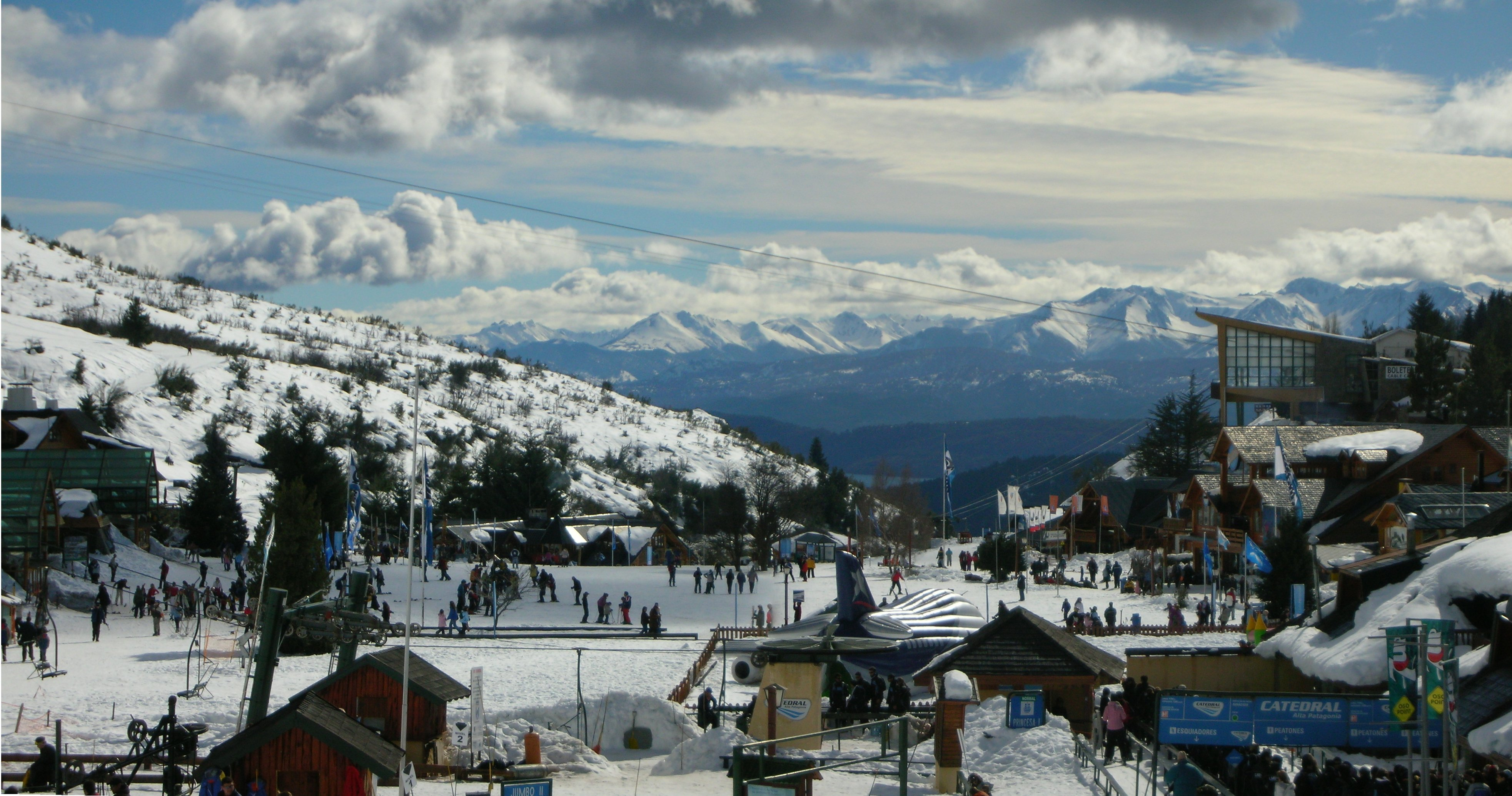
La station de sports d'hiver de San Carlos de Bariloche (Argentine).

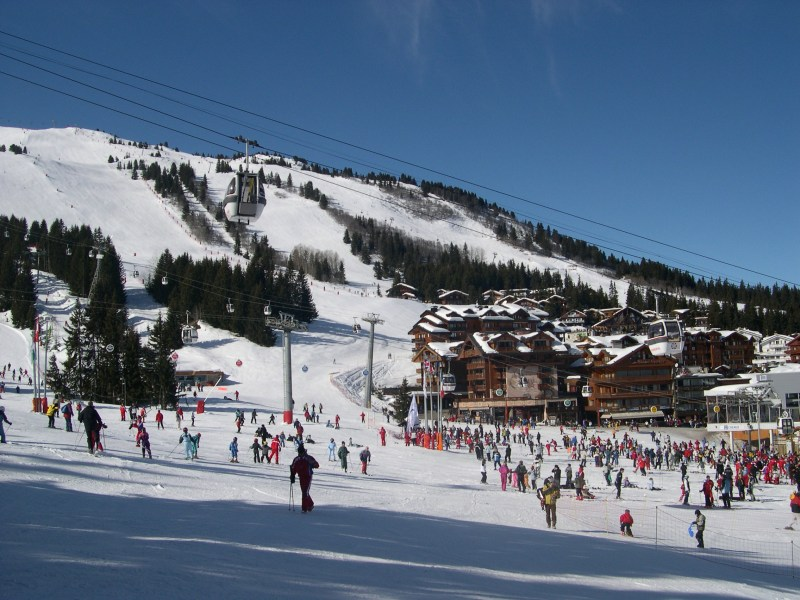
La station de sports d'hiver de Courchevel 1850 (France).

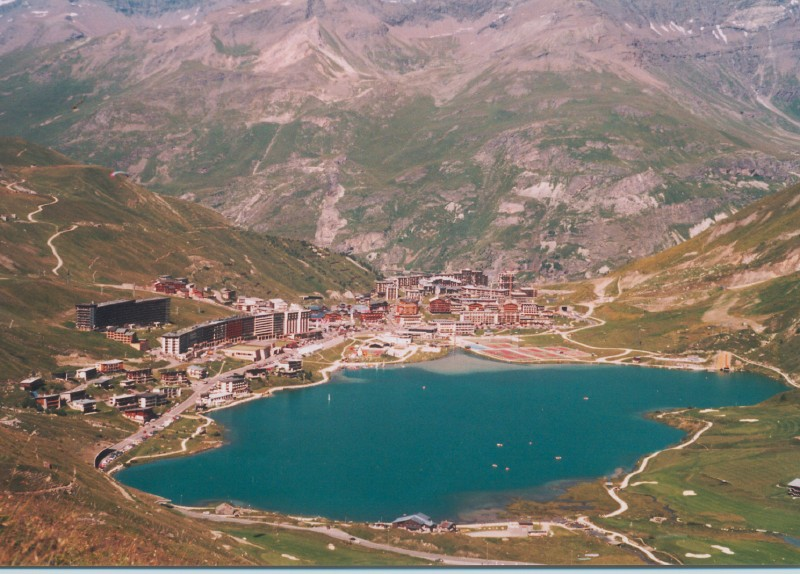
Station de Tignes-le-Lac (France).

Une station de sports d'hiver, plus couramment appelée station de ski, est un type de station touristique, aménagé pour la pratique des sports d'hiver.

## Localisation
Dans les pays à climat tempéré, comme l'Allemagne, l'Autriche, la France, l'Italie, la Suisse ou encore les États-Unis, les stations de sports d'hiver sont situées en montagne. Seules les stations de haute montagne, à partir de 1 800 mètres d'altitude, ont la certitude d'avoir un enneigement suffisant tous les ans. Il existe cependant de nombreuses stations de moyenne montagne, à partir de 900 mètres d'altitude ou plus bas, et leur enneigement est donc plus aléatoire. Depuis quelques années, des canons à neige permettent de combler artificiellement le déficit de neige au bas des pistes.
Les stations de très haute altitude, à proximité des glaciers, permettent une exploitation hors saison (ski d'été) mais il peut y faire très froid en hiver et l'accès peut être difficile. Les localités qui en ont la possibilité aménagent donc souvent plusieurs stations, en altitude et plus bas dans la vallée.
Dans des pays plus froids, comme le Canada ou la Finlande, des stations peuvent être aménagées sur des collines de très faible altitude car elles bénéficient malgré tout d'un enneigement suffisant tous les hivers.
L'accessibilité (proximité des centres urbains ou des infrastructures de transport) est un élément important pour le développement d'une station. La station peut être desservie par une route d'accès ou par des remontées mécaniques situées en fond de vallée, voire en ville, comme dans le cas de la télécabine du Prorel qui relie Briançon à la station de Serre Chevalier.

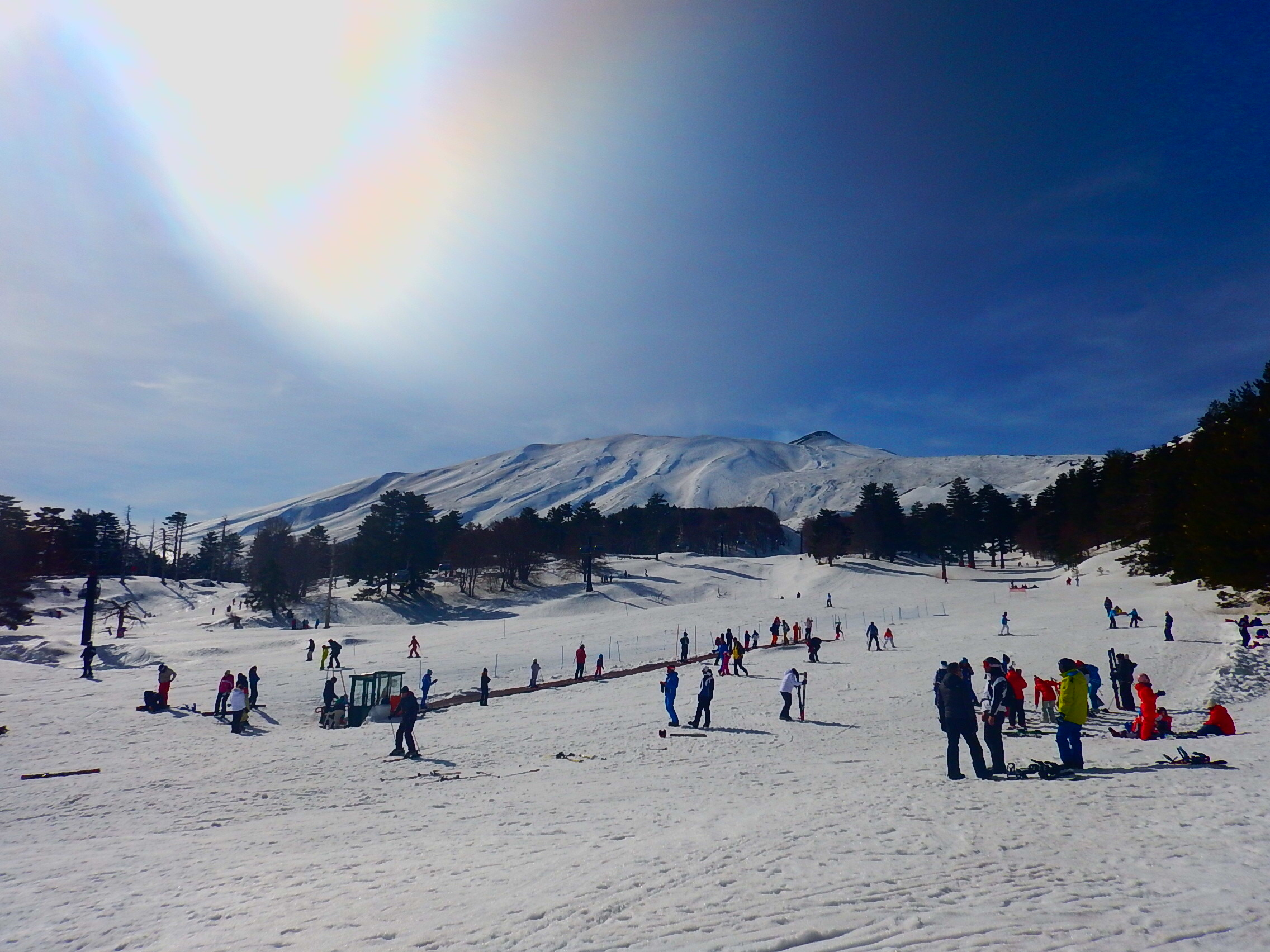
Une station de sports d'hiver peut se trouver aussi sur un volcan comme celle-ci sur l'Etna.

Certaines installations (piste de ski intérieure, patinoire) permettent de pratiquer des sports d'hiver en milieu urbain ou hors-saison.

## Structure d'une station de ski
Une station de sports d'hiver se compose :
- d'un domaine skiable, ensemble de pistes de ski alpin , nordique, de randonnée, de luge, de raquettes à neige et de remontées mécaniques ;
- de la station proprement dite, avec l'hébergement, l'hôtellerie et la restauration, les commerces, les activités récréatives, les services (secours médical, pisteurs-secouristes, entretien des pistes, etc.), les écoles de ski.

Une station de sports d'hiver peut également comprendre plusieurs sites, par exemple la station des Arcs (Arc 1600, Arc 1800, Arc 2000). La définition du périmètre d'une station de sports d'hiver est quelquefois floue, car elle évolue au fil du temps :
- par les bâtiments : mais de nombreuses stations possèdent plusieurs fronts de neige (quartiers) ;
- l'ensemble des pistes qui peuvent être reliées skis aux pieds ; mais les stations tendent à se regrouper en domaines ;
- ensemble des installations accessibles par un forfait ; mais souvent plusieurs forfaits coexistent dans la même station.

### Piste
Les installations de nouvelles glisses se développent : snowpark, boardercross, yooner, snowscout, airboard, snake gliss, snowracer, etc.

### Remontées mécaniques
Le moment de puissance est une métrique de la capacité du parc de remontées mécaniques d'une station.
Les stations possèdent souvent des remontées redondantes, uniquement exploitées les jours d'affluence.

### Front de neige
En France, par analogie au front de mer, le front de neige est un quartier situé à proximité d'un accès au domaine skiable. On y trouve souvent des commerces, de la restauration, des services ou de l'hébergement.
En Europe, de nombreux particuliers ont investi dans l'immobilier de montagne. Mais les stations sont souvent confrontées au problème des « lits froids » (appelé aussi parfois « volets clos ») : il s'agit de résidences secondaires qui sont inoccupées la majeure partie de l'année, voire plus du tout occupées.
En Amérique du Nord, les stations sont davantage intégrées : un seul propriétaire gère le domaine skiable, l'hôtellerie, la restauration.
Une station sans bâtiments, notamment d'hébergement, est parfois nommée stade de neige.

### Espace débutant
Des pistes écoles sont souvent situées à proximité du front de neige.
Il est possible de trouver un jardin d'enfant (par exemple les clubs Piou-Piou de l'ESF dans les stations françaises) : un emplacement spécialement aménagé pour l'apprentissage du ski par les enfants d'âge préscolaire.

### Domaine skiable
Le domaine skiable est un ensemble de pistes reliées entre elles. Des stations développent l'interconnexion de leurs domaines skiables.

## Activités

### Sports d'hiver
L'activité principale reste le ski alpin, par exemple en France 55 millions de journées 2012 pour un chiffre d'affaires de 1300M€.
Le ski de fond est moins pratiqué en France : deux millions de journées et 9,7 millions d'euros de chiffre d'affaires.
La pratique de la raquette à neige se développe à partir de la fin des années 1990, le ski de randonnée et le ski de randonnée nordique sont des disciplines émergentes. Ces pratiques, généralement non soumises à redevance, entraînent des conflits d'usage avec les gestionnaires des pistes de ski.
La luge étant historiquement une activité très prisée, les stations prévoient généralement un site pour les enfants souhaitant la pratiquer et certaines réservent de véritables espaces pour cette pratique. L'airboard permet de dévaler une pente, allongé sur une luge gonflable, avec casque obligatoire.
On peut aussi citer le hors-piste, les bosses, le snowboard, le boarder cross, le snake gliss, le yooner, le snowracer, le ski joëring, le traîneau à chien, le patinage, etc.

### Activités après-ski
Le domaine skiable est généralement ouvert de 9 heures à 16-17 heures, mais certaines stations proposent aussi du ski nocturne.
Sont désignées généralement par « Après-ski » les activités proposées en station en dehors du ski, qu'elles soient liées à la neige (raquettes, patinage) ou non (loisirs divers, détente, visites). Pour pallier le risque de manque de neige, ou pour répondre aux attentes d'une partie de la clientèle, les stations développent de plus en plus ce type d'activités.
La difficulté des pistes conduisant à segmenter la clientèle (sportive, familiale, festive...), l'éventail de ces activités peut varier d'une station à l'autre.
Face au réchauffement climatique, ces activités sont en fort développement. Les stations cherchent également à attirer la clientèle toute l'année ( " modèle 4 saisons " ). En France, la Cour des Comptes a qualifié les efforts de transition comme très insuffisants.

## Modèle économique
Le modèle économique des stations de sports d'hiver est fondé essentiellement sur le service : service des remontées et entretien des pistes, formation aux activités de neige, location de matériel, services d'hébergement et de restauration.
Il existe environ 2 000 stations ayant au moins 5 remontées mécaniques dans 80 pays, ayant attiré 110 millions de skieurs pour 400 millions de journées par saison lors de la dernière décennie. Cette fréquentation est en faible croissance, voire en baisse au Japon. 45 % de cette fréquentation s'opère dans les Alpes et 11 % dans le reste de l'Europe de l'Ouest, devant l’Amérique avec 23 % et 15 % en Asie-Pacifique.
En 2015, les marchés principaux sont :
| Pays       | stations | remontées mécaniques | journées-skieurs (JS, millions) | JS par remontée | habitants skieurs | skieurs étrangers | JS par habitant |
| ---------- | -------- | -------------------- | ------------------------------- | --------------- | ----------------- | ----------------- | --------------- |
| États-Unis | 470      | 2970                 | 55.7                            | 18753           | 8 %               | 6 %               | 0.2             |
| France     | 325      | 3391                 | 55.1                            | 16257           | 13 %              | 31 %              | 0.6             |
| Autriche   | 254      | 3028                 | 51.6                            | 17028           | 36 %              | 66 %              | 2.1             |
| Japon      | 547      | 2422                 | 33.8                            | 13942           | 9 %               | 8 %               | 0.2             |
| Italie     | 349      | 2127                 | 25.8                            | 12152           | 8 %               | 35 %              | 0.3             |
| Suisse     | 194      | 1691                 | 24.5                            | 14505           | 37 %              | 46 %              | 1.7             |
| Canada     | 288      | 922                  | 18.4                            | 20008           | 12 %              | 12 %              | 0.5             |
| Allemagne  | 498      | 1827                 | 15.0                            | 8200            | 18 %              | 10 %              | 0.2             |

### Mode de gestion
En France l'exploitation des remontées mécaniques est considérée comme un service public qui peut être géré en régie municipale ou par délégation à une entreprise.

### Métiers
Une station de sports d'hiver fait appel à de nombreux corps de métier et comprend, d'une part, tous ceux que l'on trouve dans un lieu de villégiature : loisirs, services médicaux et d'urgence, commerce, restauration et hôtellerie, puis tous ceux qui sont spécifiques à l'activité :
- pisteur-secouriste : surveillance des pistes, secours, déclenchement préventif des avalanches ;
- opérateur de remontée mécanique ;
- moniteur de ski ;
- guide de haute montagne ;
- accompagnateur en moyenne montagne ;
- entretien des pistes : damage, shaper de snowpark ;
- vente de forfaits ;
- location et entretien du matériel.

Activités saisonnières : elles font appel à des contrats de travail saisonnier pour le personnel qui n'est pas nécessaire à l'entretien pendant la basse saison ou à l'exploitation des activités d'été.

### Saisonnalité
Historiquement, le tourisme montagnard s'est développé à partir de la fin du XIXe siècle autour d'activités estivales : la randonnée, le thermalisme et l'alpinisme.
Les stations de ski ont été créées par les hôteliers pour attirer les touristes pendant l'hiver et développer une deuxième saison d'activité. À partir des années 1960, le tourisme de masse se développe et c'est souvent l'hiver que l'activité est la plus intense. Certaines stations tentent de valoriser leurs installations pendant l'été en créant des bob luge, dévalkart, rollerbe, bike-park pour le VTT de descente, notamment car le modèle historique des stations est en péril face à la baisse de la fréquentation des stations et au réchauffement climatique .
Même l'hiver, il existe d'importantes variations de fréquentation avec des périodes d'affluence le week-end et les vacances scolaires. Les séjours sont souvent organisés du samedi au samedi, ce qui entraîne la congestion des voies d'accès en haute-saison.

### Public
- clientèle vacance qui vient pour un séjour allant souvent d'un week-end à une semaine et qui cherche souvent à loger "au pied des pistes"
- clientèle locale
- club de ski
- sportifs
- classes de neige

En ce qui concerne le public français, les vacances aux sports d'hiver semblent réservées aux populations les plus aisées financièrement. Ainsi seuls 10 % des Français partent tous les ans en hiver, parmi lesquels une majorité correspond aux cadres, aux hauts revenus, et aux diplômés du supérieur selon une enquête du CREDOC. Selon cette même étude, la répartition géographique des vacanciers partant aux sports d'hiver révèle que les Franciliens sont sur représentés dans ces départs, ce qui semble là aussi corrélé avec le revenu moyen par habitant. Les locaux, habitants proches des massifs montagneux, sont aussi les plus attirés par les sports d'hiver, notamment en ce qui concerne les zones limitrophes des Alpes et des Pyrénées.
La plus grande partie de la clientèle se concentre sur les grandes stations des Alpes.

## Les types de station
Les stations de ski se sont développées principalement dans les Alpes puis ont servi de modèle pour les autres montagnes à travers le monde. Il est souvent fait une distinction entre un modèle « germanique » (Allemagne, Autriche, Suisse, Haute-Savoie), un modèle « latin », (Savoie, Italie excepté le Trentin-Haut-Adige) et un modèle « anglais », dans leur mise en place,.
Le modèle « germanique » repose sur une volonté des sociétés locales de préserver leur mode de vie rural et basé sur l'agriculture et permettant, ainsi, de trouver un complément de revenu avec le développement du tourisme. La station de ski se développe donc à partir du village, permettant aux populations la maîtrise du développement, par exemple à Grindelwald. Le modèle « latin », quant à lui, peut être caractérisé par le développement des villages mais le plus souvent par des stations touristiques créées ex nihilo dans les alpages par des promoteurs, publics ou privés, extérieurs, par exemple à La Plagne. Enfin le dernier « modèle », « anglais », laisse les populations locales poursuivre leur développement, préservant ainsi un cadre de vie traditionnel à la base de la venue des touristes anglais[Par exemple ?].

### L'exemple français
En France, la majeure partie des stations de sports d'hiver est concentrée dans les Alpes du Nord, dans les départements de la Savoie, de la Haute-Savoie et de l'Isère. Il existe cependant des stations dans les Alpes du Sud, les Pyrénées, le Massif central, le Jura, les Vosges et la Corse.
Les acteurs de l’aménagement admettent une typologie des stations de ski françaises élaborée par le sens commun et des professionnels de la montagne. Elle repose sur une évolution historique des stations, notamment avec la montée en altitude de celles-ci. Les différents types de station sont dites :
de « première génération »des stations touristiques développées autour d’un village préexistant, le noyau, à une altitude de 900 à 1 200 mètres (exemples : Mont-Dore en Auvergne, Le Revard à proximité de Chambéry et Aix-les-Bains ; Megève, La Clusaz, Le Grand-Bornand, Morzine, Les Habères ou Chamonix en Haute-Savoie ; Villard-de-Lans en Isère, Serre Chevalier dans les Hautes Alpes).
de « deuxième génération »des stations créées à partir de rien, à une hauteur plus élevée, au niveau des alpages (1 600 à 1 800 mètres) (exemples : Super-Besse ou Le Lioran en Auvergne; Courchevel en Savoie ; l'Alpe d'Huez ou les Deux Alpes en Isère).
de « troisième génération » ou « intégrées »Dans les années 1960, héritage des Trente Glorieuses, l’afflux de touristes pousse les promoteurs à proposer aux communes alpines des projets qui trouvent leur origine dans une volonté gouvernementale, parallèlement au développement des stations balnéaires de la côte languedocienne, dans un cadre de « déclaration d'utilité publique » offrant des facilités aux promoteurs privés et la possibilité d’expropriations ou d'usage de sites vierges. C'est le Plan neige qui consiste, en créant des stations telles une ville nouvelle, à démocratiser une pratique jusque là élitiste : les sports d'hiver deviennent une activité statutaire, qui ne touche au mieux, à son apogée, qu'un peu plus du tiers des Français. Le promoteur décide de l’ensemble des aménagements urbanistiques, commerciaux (la galerie marchande représentant alors la traditionnelle rue), techniques (remontées mécaniques…). Ces stations sont conçues sous forme d'organisation rationnelle « zoning » : à partir d’un point de chute (le parking), souvent supérieur à 1 800 mètres, à proximité duquel se trouvent de grands ensembles en front de neige avec tout le confort et des services à proximité, généralement dans un site en forme d’amphithéâtre. Les préceptes du Corbusier sont souvent utilisés, Flaine en étant l'archétype. Ces stations sont souvent accusées d’être des « usines à ski », peu respectueuses de l’environnement naturel (La Plagne, Tignes, Arc 1600, Isola 2000, SuperDévoluy, Le Corbier, Les Menuires). Certaines de ces stations vont savoir, au cours des décennies, se réorienter vers des offres plus familiales ou à l'opposé plus luxueuses, mais quelques-unes seront définitivement abandonnées.
de « quatrième génération » ou « stations-villages »À partir de 1975, ces stations correspondent à des villages « traditionnels », créées ex-nihilo ou autour d’un village existant, plus soucieux des usages traditionnels, intégrés à l’espace environnant et surtout à dimension humaine (Valloire, Peisey-Nancroix, Valmorel).

## Impacts environnementaux

### Modification du paysage

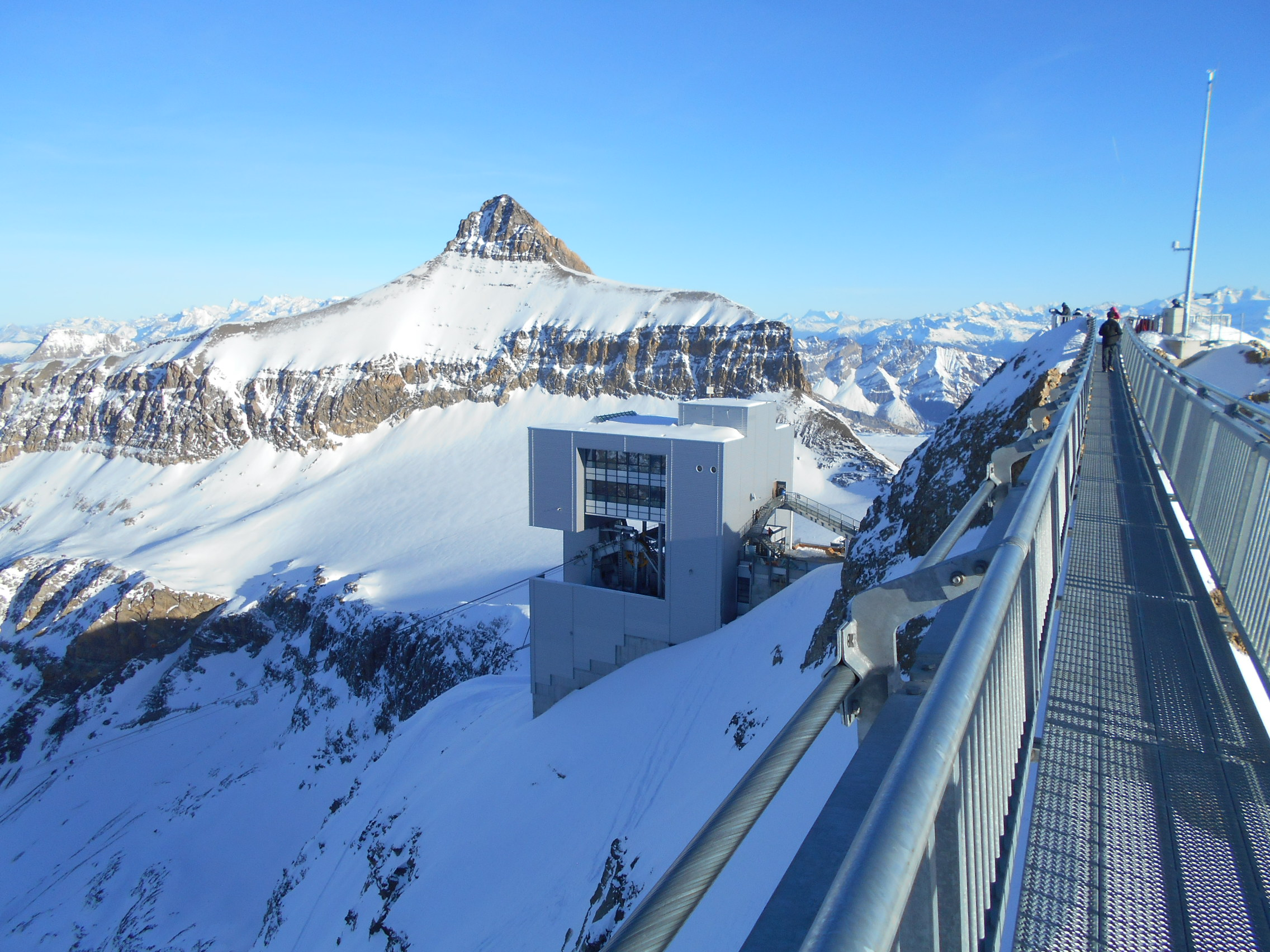
Le Peak Walk de Glacier 3000.

À la suite de la mise en place des stations intégrées, dès la fin des années soixante et au cours des années soixante-dix, un certain nombre de voix, notamment celles des écologistes ou d'une partie de la population montagnarde, se sont élevées contre la destruction d'un cadre paysager alpin. Laurent Chappis, père de la station Courchevel et à l'origine de ces stations de front de neige, critique l'évolution et le bétonnage de la montagne.
L'édification de grands immeubles en montagne, les coupes rases dans les forêts pour aménager pistes de ski et remontées mécaniques, le creusement de lacs artificiels pour produire de la neige de culture, ont en effet modifié, parfois avec des conséquences graves sur l'environnement, les établissements humains (risques d'avalanches accrus par le déboisement).
Des stations de haute montagne s'équipent aussi d'aménagements sensationnels (luge sur rail, ponts suspendus, téléphérique à cabine tournante…) pour attirer pendant quelques heures une clientèle non skieuse, notamment des tours opérateurs asiatiques.

### Friches touristiques
Certaines stations ont été abandonnées car elles n'étaient pas rentables, parce qu'elles souffraient d'un enneigement trop aléatoire. Il s'agit là d'un cas particulier de friches industrielles, liées au tourisme. En 2019 en France, 168 des 584 stations construites depuis les années 1930 ont déjà été abandonnées selon les décomptes de Pierre-Alexandre Metral, doctorant à l'Université Grenoble Alpes, et près de 80 sites seraient menacés d'ici à 2050. Le phénomène a commencé en 1970 et s'est accéléré à partir des années 2000.
Par ailleurs, les stations en activité sont aussi confrontées aux installations de remontées mécaniques abandonnées parce qu'elles sont techniquement obsolètes ou prévues pour un projet d'extension non réalisé, ou encore parce qu'elles desservent des secteurs trop dangereux ou aux bâtiments dégradés et/ou laissés vacants. Le cas du tremplin de saut à ski du Dauphiné, qui se trouve dans le village de Saint-Nizier-du-Moucherotte est un bon exemple de telles friches.
L'abandon des remontées mécaniques peut causer une pollution du sol, notamment en raison des huiles de moteur et des carburants ; elles peuvent également risquer de s'effondrer.
L'association Mountain Wilderness, par exemple, milite pour le démontage de ces installations.

### Pollution de l'air
Les stations de ski sont depuis toujours concentrées autour d'un seul moyen de transport : la voiture (57 % de la pollution dans les stations) qui représente une énorme source de pollution. Le site propre ou station écologique a pour but de concentrer des moyens de transport écologiques en un même endroit pour réduire l'émission de CO2, et malgré les efforts entrepris (encouragements à prendre les transports en commun, création de télécabine…), la logistique et le choix d'emplacement de ces endroits ne sont pas toujours propices à la réduction de l'utilisation de la voiture.
Les transports sont la principale cause de pollution : les visiteurs étrangers et les résidents des communes représentent plus de 80 % des émissions de gaz à effet de serre. Les trajets réalisés par les visiteurs français représentent 19 % des émissions et se caractérisent par une utilisation trop fréquente de la voiture.

### Démarche de protection environnementale
Pour les transports, des navettes et autres bus sont mis en place pour une meilleure desserte des stations ainsi que des habitations. Elles sont créées pour permettre une réduction de l'utilisation de la voiture, qui aura pour conséquence une réduction des gaz polluants.